# Braxton Key
Braxton Key (Charlotte, Carolina del Norte, 14 de febrero de 1997) es un baloncestista estadounidense que pertenece a la plantilla de los Golden State Warriors de la NBA. Con 2,03 metros de estatura, juega en la posición de alero.

## Trayectoria deportiva

### Universidad
Jugó dos temporadas con los Crimson Tide de la Universidad de Alabama, en las que promedió 9,8 puntos, 5,5 rebotes y 2,2 asistencias por partido. En la primera de ellas fue incluido en el mejor quinteto freshman de la Southeastern Conference.
Después de la segunda temporada, Key fue transferido a Virginia y la NCAA le otorgó una exención de elegibilidad inmediata, por lo que no tuvo que pasar un año en blanco. Allí jugó dos temporadas más, en las que promedió 7,4 puntos y 6,1 rebotes por encuentro, logrando ganar el título nacional en 2019.

#### Estadísticas
| Año     | Equipo   | PJ  | PT | MPP  | %TC  | %3P  | %TL  | RPP | APP | ROB | TPP | PPP  |
| ------- | -------- | --- | -- | ---- | ---- | ---- | ---- | --- | --- | --- | --- | ---- |
| 2016–17 | Alabama  | 34  | 30 | 29.8 | .433 | .330 | .634 | 5.7 | 2.5 | .6  | .6  | 12.0 |
| 2017–18 | Alabama  | 26  | 17 | 25.2 | .409 | .250 | .667 | 5.3 | 1.8 | 1.0 | .4  | 7.0  |
| 2018–19 | Virginia | 38  | 6  | 19.8 | .433 | .305 | .731 | 5.3 | 1.0 | .9  | .6  | 5.7  |
| 2019–20 | Virginia | 27  | 25 | 33.6 | .435 | .185 | .584 | 7.4 | 1.8 | 1.2 | .6  | 9.9  |
| Total   | Total    | 125 | 78 | 26.6 | .429 | .274 | .645 | 5.8 | 1.8 | .9  | .6  | 8.6  |

### Profesional
Tras no ser elegido en el Draft de la NBA de 2020, se unió a los Delaware Blue Coats en enero de 2021, tras haber sido seleccionado en el Draft de la NBA G League. En doce partidos que disputó promedió 4,3 puntos y 2,0 rebotes.
El 13 de octubre de 2021 firmó con los Philadelphia 76ers, pero fue despedido el mismo día. Dos semanas más tarde regresaba a los Blue Coats.
El 5 de enero de 2022 firmó un contrato de 10 días con los Philadelphia 76ers. El 24 de marzo firmó también por diez días con Detroit Pistons, contrato que se amplió a su finalización, convirtiéndose en un contrato dual. Fue despedido el 26 de diciembre.
El 1 de enero de 2023 firmó contrato de nuevo con los Delaware Blue Coats, y el equipo ganó la NBA G League.
El 14 de abril de 2023, firma por los Vaqueros de Bayamón de la Baloncesto Superior Nacional de Puerto Rico, siendo liberado el 31 de mayo.
En julio de 2023 firma un contrato dual con los Denver Nuggets.
El 12 de octubre de 2024 firmó con Los Angeles Clippers, pero fue despedido una semana después. El 28 de octubre, se unió a los San Diego Clippers.
El 4 de marzo de 2025 firmó un contrato dual con los Golden State Warriors, siendo convertido en contrato estándar el 13 de abril.

## Estadísticas de su carrera en la NBA

### Temporada regular
| Año     | Equipo       | PJ | PT | MPP  | %TC   | %3P  | %TL   | RPP | APP | ROB | TPP | PPP |
| ------- | ------------ | -- | -- | ---- | ----- | ---- | ----- | --- | --- | --- | --- | --- |
| 2021-22 | Philadelphia | 2  | 0  | 3.0  | .500  | .000 | -     | 1.0 | .5  | .5  | .0  | 1.0 |
| 2021-22 | Detroit      | 9  | 0  | 21.2 | .457  | .300 | .538  | 5.3 | 1.1 | 1.0 | 1.2 | 8.6 |
| 2022-23 | Detroit      | 3  | 0  | 3.0  | 1.000 | —    | 1.000 | .3  | .0  | .0  | .0  | 1.3 |
| 2023-24 | Denver       | 20 | 0  | 3.0  | .412  | .400 | .750  | .9  | .5  | .1  | .1  | 1.1 |
| 2024-25 | Golden State | 3  | 0  | 3.7  | .000  | .000 | .500  | .7  | .0  | .7  | .0  | 1.0 |
| total   | total        | 37 | 0  | 7.5  | .436  | .296 | .621  | 1.9 | .5  | .4  | .3  | 2.9 |